# 678 (numero)
Seicentosettantotto è il numero naturale dopo il 677 e prima del 679.

## Proprietà matematiche
- È un numero pari.
- È un numero composto con 8 divisori: 1, 2, 3, 6, 113, 226, 339, 678. Poiché la somma dei suoi divisori è 690 > 678 è un numero abbondante.
- È un numero semiperfetto in quanto pari alla somma di alcuni (o tutti) i suoi divisori.
- È un numero sfenico.
- È un numero nontotiente (per cui la equazione φ(x) = n non ha soluzione).
- È un numero palindromo nel sistema di numerazione posizionale a base 15 (303).
- È parte delle terne pitagoriche  (90, 672, 678), (678, 904, 1130), (678, 12760, 12778), (678, 38304, 38310), (678, 114920, 114922).
- È un numero congruente.

## Astronomia
- 678 Fredegundis è un asteroide della fascia principale del sistema solare.
- NGC 678 è un galassia spirale della costellazione dell'Ariete.

## Astronautica
- Cosmos 678 è un satellite artificiale russo.

## Altri ambiti
- 678 è un film egiziano del 2010.